# Beatles Museum

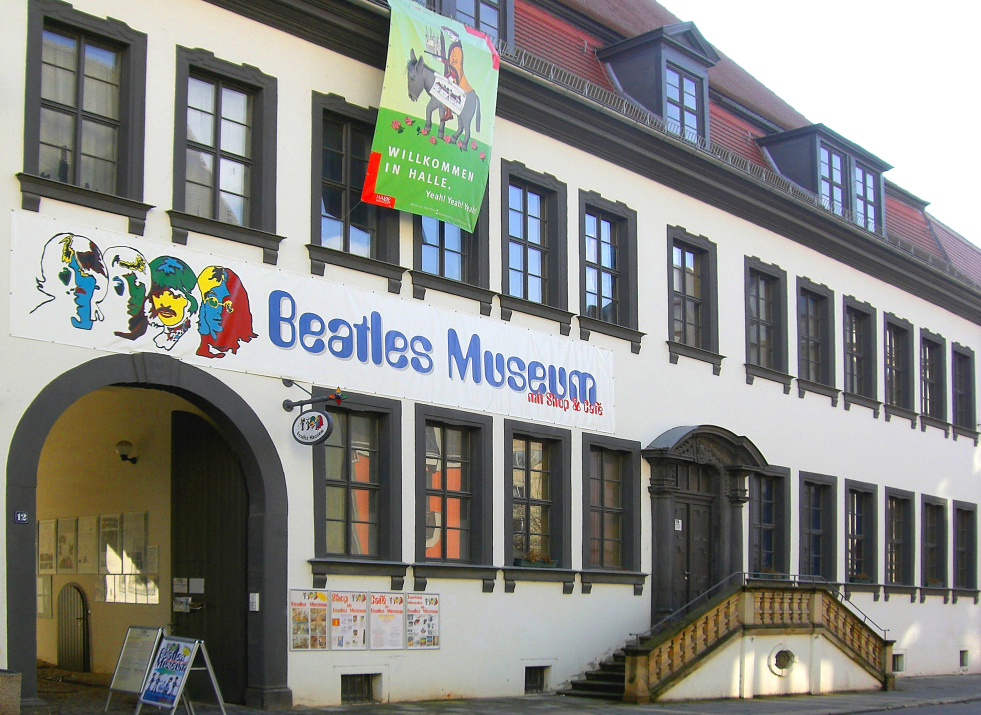
Beatles Museum in Halle (Saale), Alter Markt 12

Das Beatles Museum ist ein Museum in Halle (Saale), das zunächst Ausstellungsstücke einer früheren Wanderausstellung der Liverpooler Musikband The Beatles zeigte. Inzwischen ist die Ausstellung um etwa das Dreifache erweitert worden und dokumentiert die Zeit der Band von ihrer Gründung (1960) bis zu deren Auflösung (1970) sowie die Solokarrieren der Bandmitglieder. Das Museum ist die weltweit älteste, größte und umfangreichste öffentliche Einrichtung zum Thema Beatles.

## Geschichte
Der Museumsgründer Rainer Moers begann ab 1964, alles zu sammeln, was es über die Beatles gab. Ab 1975 war die Sammlung als Wanderausstellung in etwa 25 Städten im In- und Ausland zu sehen. Ende der 1970er Jahre gab es auch Gespräche mit der DDR, die Ausstellung in Berlin zu zeigen, die letztlich dazu führten, dass die Ausstellung 1982 in Ungarn, im Budapester Nep-Stadion, zu sehen war. Es kamen mehr als 20.000 Besucher, davon viele aus der DDR. Ab 1989 präsentierte sich das Beatles Museum in Köln (Partnerstadt von Liverpool) auf knapp 60 m² Fläche. Am 31. Juli 1999 wurde es in Köln geschlossen, um ein halbes Jahr später in Halle neu eröffnet zu werden. Die Museumsgründer waren Rainer Moers (in Köln und Halle) und der im Oktober 2000 verstorbene Matthias Bühring (in Halle).
Auf der Suche nach einem festen Standort fiel die Entscheidung auf die Händelstadt Halle. Nach vorheriger Sanierung konnte das Gebäude Alter Markt 12 am 8. April 2000 seiner neuen Nutzung übergeben werden. Zunächst gab es rund 350 m² Ausstellungsfläche, inzwischen sind es knapp 600 m². Es ist die älteste Einrichtung dieser Art; seit 2007 auf drei Etagen. Im April 2009 kam man überein, dass das Beatles Museum für mindestens zehn weitere Jahre an seinem angestammten Platz in Halle bleiben sollte; 2013 wurde eine Vereinbarung geschlossen, dass das Museum auf Dauer in der Saalestadt bleibt.

## Sammlung
Etwa 3500 Exponate werden gezeigt. Das ist jedoch nur ein Fünftel des Sammelbestandes. Weitere befinden sich in Depots. Zu sehen sind Fotos, Zeitungsartikel, Fan-Souvenirs, Autogramme, Plakate, Kuriositäten, Beatles-Briefmarken, ein Puzzlespiel, und es gibt auch visuelle und akustische Exponate wie Filme und Musik auf zum Teil seltenen Schallplatten von 1960 bis heute. Die Präsentationen sind teilweise zeitlich geordnet, zum Beispiel im 70er-Jahre-Raum, 80er-Jahre-Raum oder im Sgt.-Pepper-Raum. Filmbeiträge und Anhörstationen ergänzen die Ausstellung. Auch die Solokarrieren der Beatles in den 1980er und 1990er Jahren sind dokumentiert. Ein Gruppenfoto mit Originalunterschriften der vier Pilzköpfe auf der Rückseite gehört zu den wertvollsten Exponaten der Sammlung.
Das Beatles-Museum zählt etwa 20.000 Besucher pro Jahr. Es finanziert sich größtenteils aus Eintrittsgeldern, Erlösen des Versandhandels mit Beatles-Produkten und dem Beatles-Magazin THINGS, das ein- bis zweimal monatlich erscheint.
Die vergleichbare öffentliche und ebenfalls sehr große Ausstellung „The Beatles Story“ befindet sich in den Albert Docks in Liverpool. Ein Museum in Buenos Aires weist mit 7700 Exponaten einen ähnlich großen Bestand auf wie das Museum in Halle. Inzwischen wurde das Museum „Beatlemania Hamburg“ geschlossen, in dem ungefähr 1000 Exponate zu sehen waren.

## Museumsgebäude

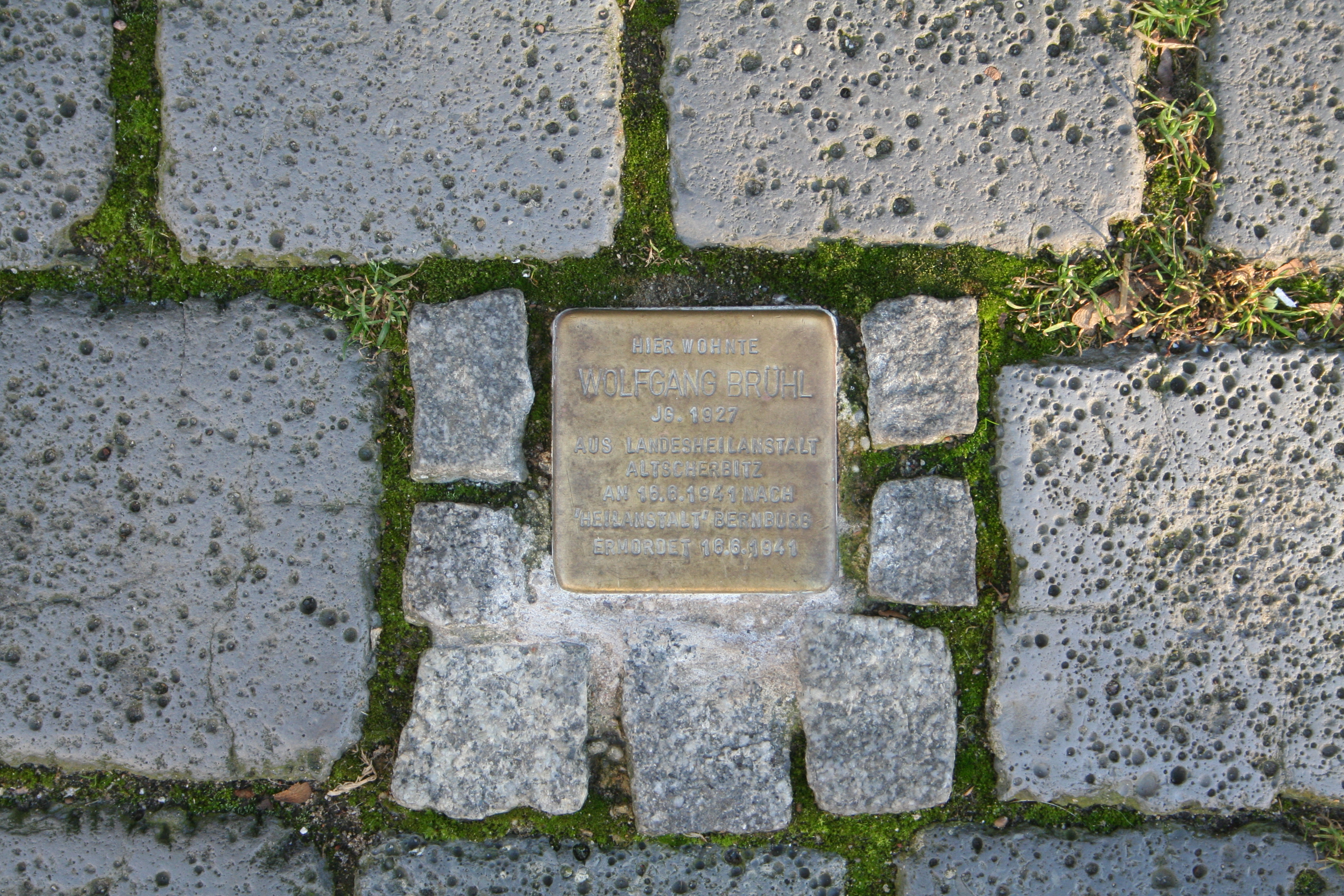
Stolperstein für Wolfgang Brühl (1927–1941) vor dem Museum

Das heutige Ausstellungsgebäude wurde 1708 als Bürgerhaus errichtet und war das Wohnhaus des vermögenden Pfänners Karl-Heinrich Reichhelm (1650–1724). Es gilt als eines der eindrucksvollsten barocken Wohnhäuser in der Altstadt von Halle. Es besitzt eine aufwendig gestaltete Treppe und zahlreiche Stuckdecken.
Ab 1895 diente das Gebäude als Stift für unverheiratete Töchter von Richtern sowie arme Mädchen. Begründet wurde die Einrichtung (Assessor-Müller-Stift) von der Witwe eines höheren Justizbeamten. Nach 1945 war in dem Haus unter anderem ein Kindergarten untergebracht. Seit April 2000 beherbergt es das Beatles Museum. In 17 Räumen werden die verschiedenen Ausstellungsstücke präsentiert.
Vor dem Museum erinnert ein Stolperstein an Wolfgang Brühl (1927–1941), der hier wohnhaft war und 1941 aufgrund einer Behinderung in die Tötungsanstalt Bernburg verschleppt und vergast wurde.